# Ànguids

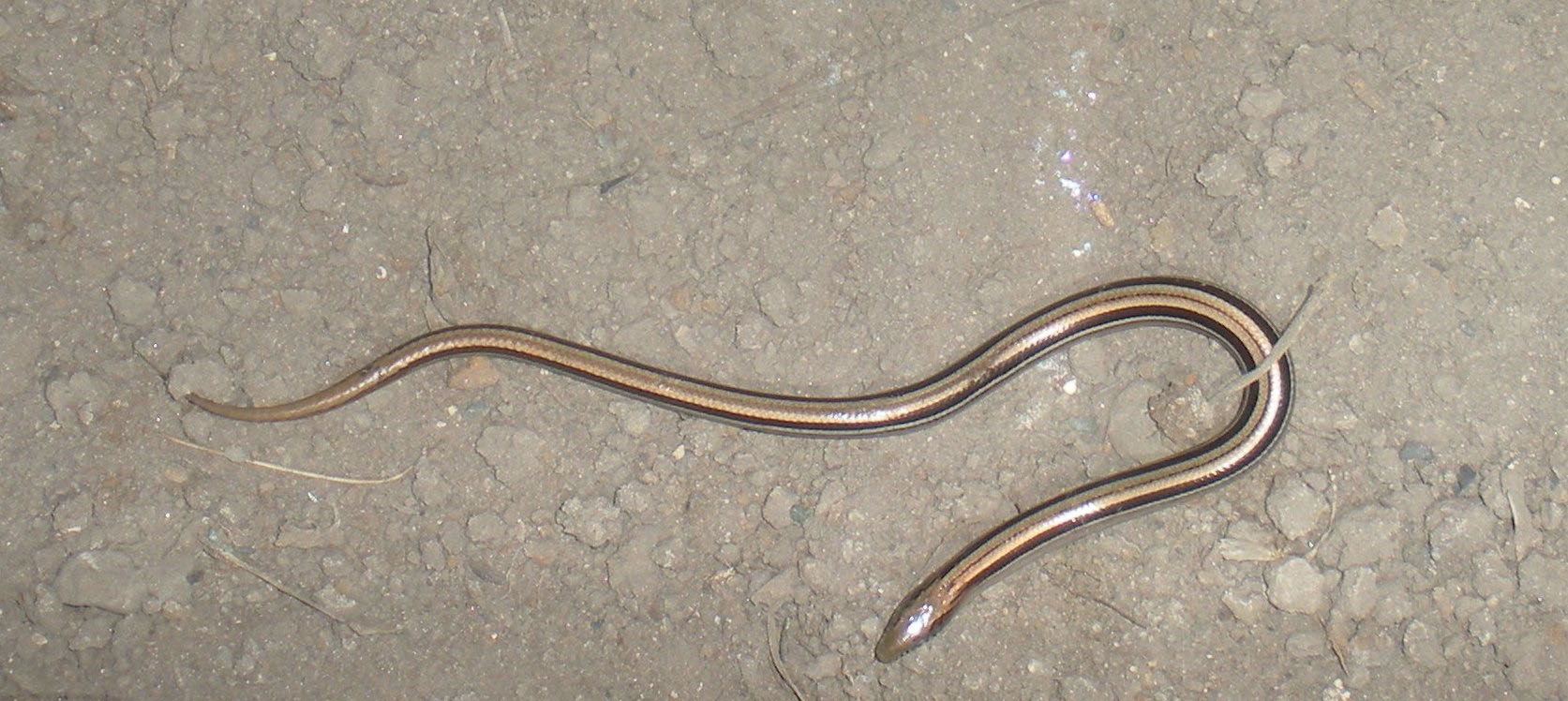
Ophiodes

Els ànguids (Aguidae) són una família de sauròpsids (rèptils) lacertilis. Alguns gèneres tenen el cos allargat i les potes atrofiades, cosa que els dona aspecte serpentiforme, tot i que no estan directament emparentats amb les serps; es tracta, doncs, d'un notable cas de convergència evolutiva. Es tracta, doncs, de llangardaixos àpodes.

## Distribució
La distribució d'Anguidae abasta el vell i nou món, i falta completament absent solament a Austràlia. A Europa les espècies més conegudes són Anguis fragilis i Pseudopus apodus (Ophisaurus apodus). A Amèrica del Nord es coneixen diverses espècies d'Ophisaurus, i a Amèrica Central moltes espècie de Celestus, Diploglossus i Abronia.

## Història natural
La majoria de les espècies són terrestres, viuen a la fullaraca i els detritus, al terra de bosc. Hi ha espècies que són ovovivípares, la qual cosa és particularment avantatjós, com a protecció per als joves, especialment en climes freds i humits com pot ser el nord d'Europa.

## Taxonomia
- Anguis
- Ophisaurus
- Pseudopus
- Celestus
- Diploglossus
- Ophiodes
- Abronia
- Barisia
- Coloptychon
- Elgaria
- Gerrhonotus
- Mesaspis